# 1997 CR
1997 CR är en asteroid i huvudbältet som upptäcktes den 1 februari 1997 av den japanska astronomen Takao Kobayashi vid Ōizumi-observatoriet.
Asteroiden har en diameter på ungefär 6 kilometer.